# Bomled
Bomled är en ort i Järna socken i Vansbro kommun i Dalarnas län. Den klassades som en småort fram till och med år 2000 men har därefter haft färre än 50 invånare.